# Freebase
Freebase（フリーベース）はかつて存在した知識ベースサイトである。

## 概要
メタウェブ（2010年にGoogleに買収された）によって運営されていたオンラインデータベースである。2007年3月から一般に公開され、商用、非商用問わず使用可能なAPIなどが提供されていた。
メタウェブを買収したGoogleは2014年12月14日にFreebaseを段階的にシャットダウンすると発表し、ウィキデータへの移行を支援すると発表した。2015年12月16日にGoogleはFreebase APIの代替となることを意味するKnowledge Graph APIを正式に発表した。Freebase.comは2016年5月2日に正式に閉鎖された。

## 特徴
FreebaseにはウィキペディアやNNDB、MusicBrainzから抽出されたデータと、ユーザーから投稿されたデータを構造化された形で保持及びクリエイティブ・コモンズ・ライセンスで提供しており、APIを通して利用可能であった。しかしFreebase自体はプロプライエタリであったが、2019年にGoogleがGitHub上に公開した。
ティム・オライリーは公開された翌日にFreebaseを「Web 2.0における集合知と、構造化されたデータとの架け橋である」と評価した。